# Верхне-Услонская волость
Верхне-Услонская волость (тат. يوغارىٰ ئۈسلان ۋولىٰسىٰ, Juƣarь Oslan vulьsь, Югары Ослан вулысы) — административно-территориальная единица в составе Свияжского уезда Казанской губернии и Свияжского кантона Татарской АССР.
Волостное правление находилось в селе Верхний Услон; там же находилась и квартира полицейского урядника.
В настоящее время территория волости находится в составе Верхнеуслонского района РТ.

## География
Волость находилась в северо-западной части уезда, граничила на севере с Ильинской волостью Казанского уезда, на северо-западе — с Казанью, на востоке — с Воскресенской волостью Казанского уезда, на юге — с Ташёвской волостью, на западе — с Юматовской волостью. Северной и восточной границей волости являлась Волга.

## История
Волость была образована после 1860-х гг. По декрету «Об Автономной Татарской Социалистической Советской Республике» вошла в состав Свияжского кантона Татарской АССР.  После укрупнения волостей в 1924 году упразднена, территория вошла в состав Свияжской волости.

## Население
| 1885 | 1914  |
| ---- | ----- |
| 4957 | ↗7215 |

Национальный состав: русские (100%).

### Населённые пункты
| № | Населённые пункты           | Население (1897 год) | Население (1907 год) | Преобладающая национальность | Современный статус             |
| - | --------------------------- | -------------------- | -------------------- | ---------------------------- | ------------------------------ |
| 1 | село Верхний Услон          | 1602                 | 1721                 | русские                      | село, Верхнеуслонский район    |
| 2 | деревня Воробьёвка          | 401                  | 468                  | русские                      | деревня, Верхнеуслонский район |
| 3 | село Моркваши               | 1041                 | 1287                 | русские                      | село, Верхнеуслонский район    |
| 4 | деревня Набережные Моркваши | 271                  | 278                  | русские                      | село, Верхнеуслонский район    |
| 5 | село Нижний Услон           | 1599                 | 1736                 | русские                      | село, Верхнеуслонский район    |
| 6 | деревня Печищи              | 843                  | 994                  | русские                      | село, Верхнеуслонский район    |
| 7 | деревня Студенец            | 200                  | 248                  | русские                      | деревня, Верхнеуслонский район |

## Религия, образование и экономика
На 1909 г. на территории волости находилось 3 церкви. В 1905 году действовали 4 земские школы, 2 церковно-приходские школы и 3 школы грамотности; в них обучались 279 мальчиков и 168 девочек.
В 1909 г. было создано Верхнеуслонское ссудо-сберегательное товарищество.

## Транспорт
Через волость проходил Казанско-Симбирский почтовый тракт; в Верхнем Услоне находилась станция этого тракта.